# François Joseph LeBreton Dorgenois
Pour les articles homonymes, voir LeBreton.
François Joseph LeBreton Dorgenois, ou François Joseph Le Breton d'Orgenois, fut maire de La Nouvelle-Orléans (Louisiane), ville où il est né le 10 octobre 1750.

## Biographie
Il fut le premier officier de police fédérale du département de la Justice des États-Unis pour le territoire d'Orléans. Il fut également président de la législature territoriale en 1812, et maire suppléant de La Nouvelle-Orléans durant un mois du 6 novembre 1812 au 4 décembre 1812 en remplacement de Nicolas Girod.
Il était marié à Anne Marguerite Harang, née le 10 février 1746 à La Nouvelle-Orléans et morte le 6 novembre 1792 dans la même ville.